# 안건·안시명 무과 홍패
안건·안시명 무과 홍패(安瑾·安諟命 武科 紅牌)는 대한민국 경상남도 양산시 남부동에 있는 조선시대의 교지이다.
1976년 12월 20일 경상남도의 유형문화재 제149호 무과교지로 지정되었다가, 2018년 12월 20일 현재의 명칭으로 변경되었다.

## 개요
교지란 임금이 신하에게 명을 전달할 때나 어떤 인물을 임명할 때 해당자에게 전달하는 문서로, 안건과 안재명 두 사람이 무과에 급제했음을 알리는 교지로, 1600년대에 만들어진 것이다.

## 참고 문헌
- 안건·안시명 무과 홍패 - 국가유산청 국가유산포털